# Ernst Udet
Ernst Udet (26. dubna 1896 – 17. listopadu 1941) byl vysoce vyznamenaný německý důstojník, stíhací eso v první světové válce a pozdější generálplukovník za druhé světové války. Po Manfredu von Richthofenovi měl druhý nejvyšší počet (62) vzdušných vítězství. Za války létal na strojích Fokker E, Albatros D.III a D.V, Fokker Dr.I, Fokker D.VII a Siemens-Schuckert D.III. Mimo jiné byl držitelem mnoha vojenských vyznamenání včetně vysoce ceněného pruského řádu Pour le Mérite nebo Rytířského kříže železného kříže.

## Mládí
Udeta létání zajímalo od dětství, s přáteli v Mnichově založil v roce 1904 „Aero-Club“, kde stavěli modely letadel. Později díky bohatství svého otce měl možnost nalétat několik letových hodin.

## První světová válka

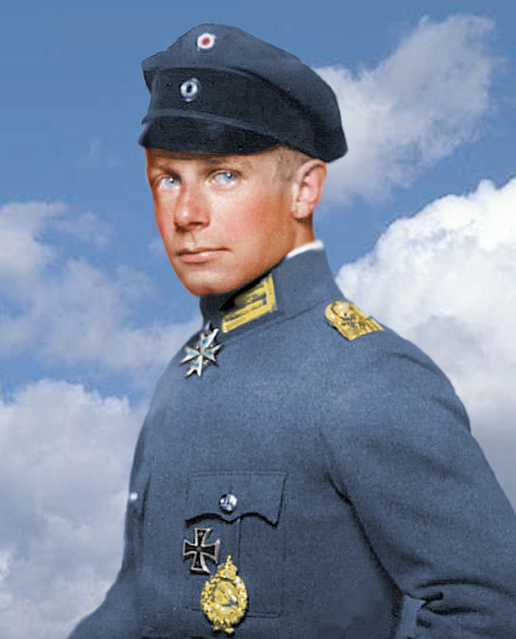
Ernst Udet, kolorovaný portrét

Ve škole byl průměrným žákem, a o další studium se nepokoušel. Chtěl se přihlásit dobrovolně do armády, ale pro svou výšku – 160 cm nebyl přijat. V srpnu ale Německý autoklub hledal dobrovolníky s vlastními motocykly. Udet se přihlásil, motocykl dostal už dříve od otce. Společně s přáteli byl přijat do 26. Würtenberské záložní divize, kde krátce působil ve funkci motospojky. Zde také při pádu utrpěl zranění ramene. Později poznal důstojníky letectva z letiště ve francouzském Chauny a ti mu dali radu, přihlásit se jako letecký pozorovatel, avšak to se nepodařilo. Poté, díky rodinnému příteli G. Ottovi, který vlastnil továrnu na výrobu letadel, absolvoval letecký výcvik za 2000 marek a pak byl v roce 1915 skutečně přeložen k letectvu. Do roku 1916 létal na dvojmístném stroji jako pilot na západní frontě (pozorovatelem byl poručík Justinius). Oba byli vyznamenáni Železným křížem 2. třídy za obtížný přelet zpět do německých pozic po poškození vzpěry křídla. Justinius raději vylezl na stroj a za letu křídlo držel, než by riskoval zajetí. Později byl Udet vyšetřován válečným soudem pro nehodu letadla, která však byla zapříčiněna špatným rozhodnutím velitele. Letoun přetížený palivem a nákladem bomb se zřítil, oba letci však jako zázrakem přežili.
Ernst Udet byl sice odvážný pilot, ale po této příhodě se nervově zhroutil. Po týdnu byl z nemocnice propuštěn a na cestě odtud se jej poručík Hartmann zeptal, zda by s ním nechtěl létat. Při jednom z „náletů“ na Belfort se jedna z ručně shazovaných bomb zachytila v konstrukci podvozku. Udet musel provést několik akrobatických kousků, aby bomba spadla. Jakmile se o této příhodě dozvěděl velící důstojník, Udet byl přidělen k stíhací letce používající letouny Fokker E.II.
18. března 1916 dosáhl prvního vítězství ve vzdušném souboji, když sestřelil nepřátelský bombardér. Při střelbě často mířil tak, aby poškodil letoun, ale nezabil pilota.
Po třetím sestřelu obdržel 24. prosince Železný kříž 1. třídy. Od roku 1917 až do března roku 1918 sloužil v Jagdstaffel 37 (Jasta 37), kdy byl Richthofenem pověřen velením Jagdstaffel 11. V dubnu 1918 obdržel vyznamenání Pour le Mérite.
Když Richthofen padl, převzal velení Jasty 4. Během srpna 1918 se mu podařilo sestřelit 20 nepřátelských letadel. Svých dvou posledních vítězství dosáhl v září. Ernstu Udetovi bylo koncem války pouhých 22 let.

## Mezi válkami

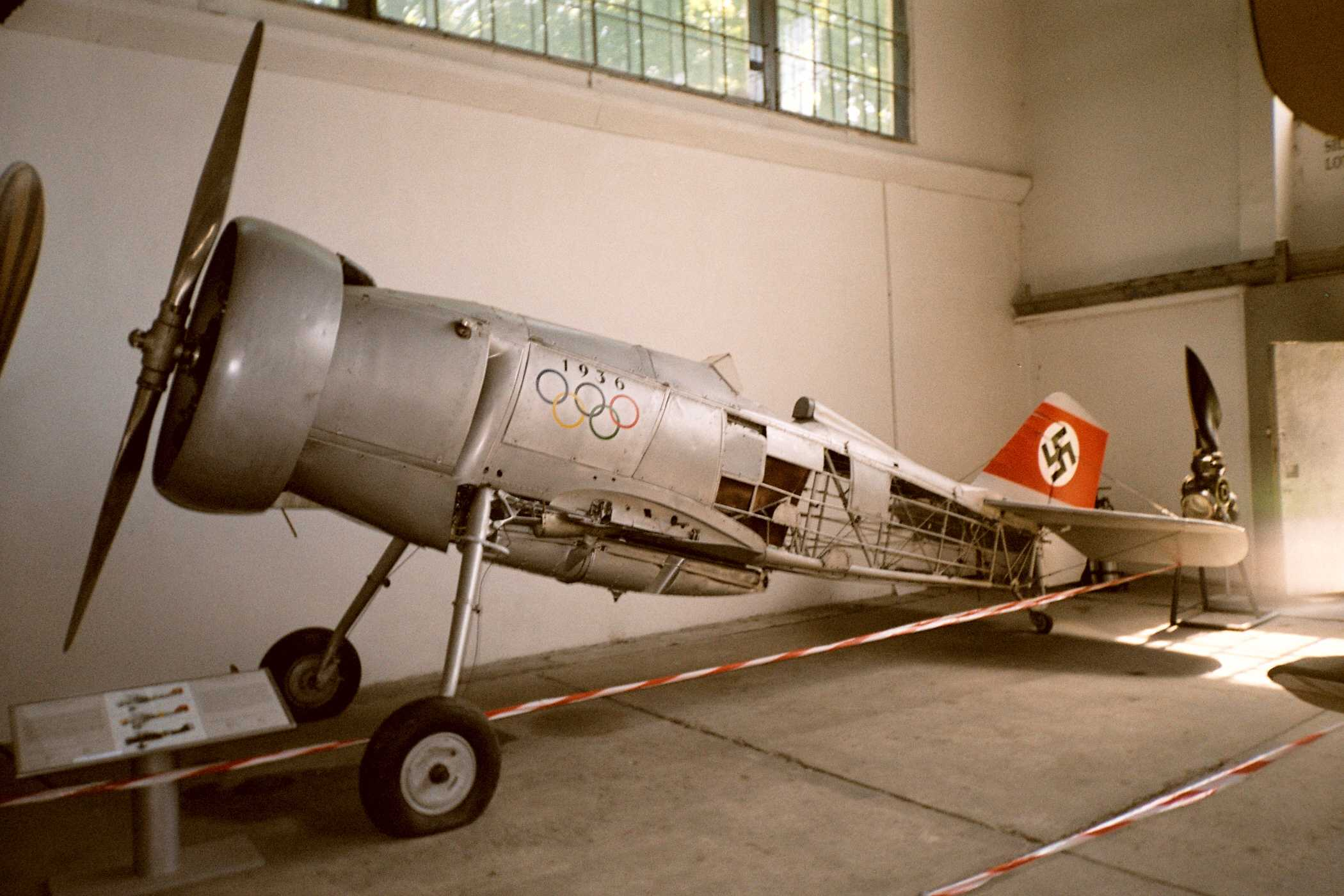
Udetův Curtiss v Muzeu polského letectví v Krakově

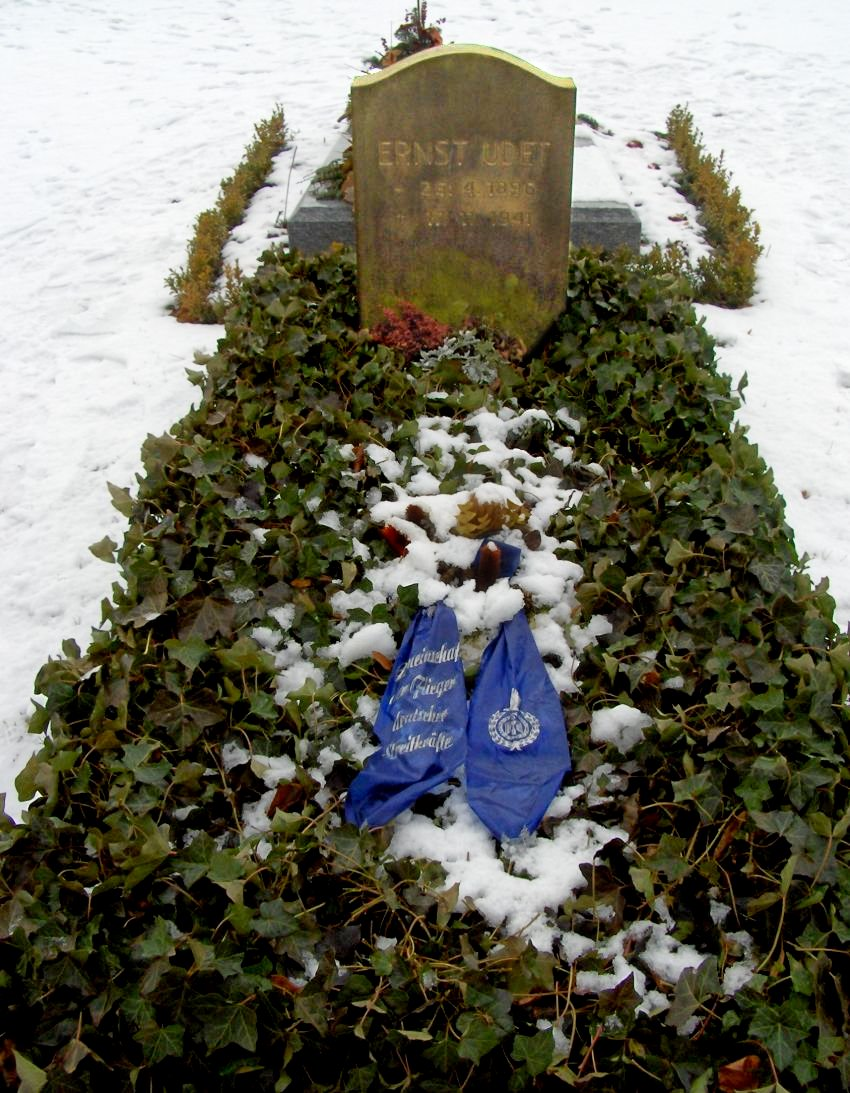
Hrob Ernsta Udeta na Berlínském hřbitově, za ním hrob Wernera Mölderse

Po válce vydělával Udet na leteckých show a natáčením filmových leteckých soubojů. V létě 1921 založil společně s bohatým Američanem Williamem Pohlem společnost Udet Flugzeugbau GmbH i přes omezení daná podmínkami smlouvy z Versailles. V roce 1925 firmu opustil.
Znovu se věnoval létání na různých přehlídkách a leteckých show, kde předváděl akrobatické kousky. V roce 1929 účinkoval v němém filmu Die weiße Hölle vom Piz Palü a v roce 1930 ve filmech Stürme über dem Montblanc a S.O.S. Eisberg.
Ačkoliv se nikdy o politiku nestaral, vstoupil v roce 1933 do NSDAP po přemlouvání Hermannem Göringem.
Göring také slíbil koupi dvou amerických letadel Curtiss Export Hawk. Udet s jedním z nich předváděl akrobacii během Olympijských her v Berlíně v roce 1936 (tento letoun je vystaven v Muzeu polského letectví v Krakově). Model Curtiss měl velký vliv na vývoj střemhlavého bombardéru Junkers Ju 87. Udet byl hlavním zastáncem střemhlavého bombardování a měl velký podíl na zavedení této koncepce v Luftwaffe.
Udet byl poté používán k propagandě, např. lov v lese s nacistickými politickými špičkami. Propagandou byl zároveň vykreslován jako sympatický letec a udatný hrdina.
V roce 1935 byl v hodnosti štábního plukovníka zařazen do nově formované Luftwaffe, a po roce byl jedním z vedoucích na Technickém oddělení Říšského ministerstva letectví. Tato práce, zejména kvůli množství byrokracie jej však neuspokojovala. 1. února 1939 byl Göringem jmenován do funkce Generalluftzeugmeister a o rok později povýšen do hodnosti Generálplukovník.
Ve své funkci dal 4. dubna 1940 písemný rozkaz k sešrotování obou posledních německých vzducholodí LZ 127 Graf Zeppelin a LZ 130 Graf Zeppelin II i k odstřelu haly pro tyto vzducholodě na letišti Rýn-Mohan.
V posledních letech života byl Udet silně závislý na tabáku, alkoholu a pervitinu. Díky tomu měl časté výkyvy nálad, např. při pití s přáteli byl rozradostněný a bujarý, doma po návratu zasmušilý a lítostivý.
Po neúspěchu Luftwaffe v bitvě o Británii a následném osočování ze strany Göringa a dalších stranických funkcionářů, kteří se před Hitlerem pokoušeli část viny svalit i na Udeta, se 17. listopadu 1941 zastřelil. V dopise na rozloučenou uvedl, že za jeho smrt je zodpovědný Göring. Hitler nařídil státní pohřeb, ale kvůli sebevraždě byl utajen. Veřejnosti byla předložena hrdinská verze, že se Udet zřítil při zkušebním letu s nově vyvíjeným letadlem a na následky těžkých zranění zemřel. Pohřben byl na berlínském hřbitově Invalidenfriedhof. Při cestě na Udetův pohřeb zahynul ve Wrocławi při letecké nehodě Werner Mölders. Byl pohřben vedle Udetova hrobu.

## Shrnutí vojenské kariéry

### Data povýšení
- Gefreiter der Reserve – 21. září 1915
- Unteroffizier der Reserve – 28. listopad 1915
- Vizefeldwebel der Reserve – 13. březen 1916
- Offiziers-Stellvertreter – 5. listopad 1916
- Leutnant der Reserve – 22. leden 1917
- Oberleutnant der Reserve – 14. září 1918
- Oberstleutnant – 1. červen 1934 (opět vstoupil do letectva)
- Oberst – 1. červen 1935
- Generalmajor – 1. duben 1937
- Generalleutnant – 1. listopad 1938
- General der Flieger – 1. duben 1940
- Generaloberst – 19. červenec 1940

### Vyznamenání a ocenění
- Rytířský kříž železného kříže – 4. červenec 1940
- Královský pruský řád Pour le Mérite – 9. duben 1918
- Rytířský kříž domácího řádu Hohenzollernů s meči – 13. listopad 1917
- Pruský železný kříž I. třídy – 20. březen 1916
- Pruský železný kříž II. třídy – 24. září 1915
- Spona k pruskému železnému kříži I. třídy
- Spona k pruskému železnému kříži II. třídy
- Kříž královského bulharského vojenského záslužného řádu, velkokříž s meči
- Hamburský hanzovní kříž – 17. září 1918
- Lübeckský hanzovní kříž – 24. srpen 1918
- Čestný pohár za vítězství v leteckém souboji – 17. srpen 1916
- Královský Württemberský záslužný kříž s meči – 4. listopad 1916
- Královský pruský letecký odznak (první světová válka)
- Odznak za zranění ve stříbře (první světová válka)
- Odznak pruského leteckého klubu
- Odznak letce a pozorovatele ve zlatě s brilianty
- Kříž cti
- Služební vyznamenání Wehrmachtu IV. třídy